# Susan Haack
Susan Haack (1945-) é uma professora de direito e filosofia da Universidade de Miami. Seus trabalhos e pesquisas no campo da filosofia estão concentrados nas áreas de filosofia da lógica, epistemologia, política, ética, metafísica, filosofia da ciência, filosofia da linguagem e pragmatismo. Susan tem bacharelado e mestrado em filosofia pela Universidade de Oxford e doutorado em filosofia pela Universidade de Cambridge.